# Antiepileptika
Antiepileptika är en medicinsk term som betyder "medel mot epilepsi". De flesta antiepileptika verkar i största allmänhet dämpande på hjärnans signaler. Några antiepileptika har inte medvetet framforskats såsom medel mot epilepsi; istället har man testat medel som verkat dämpande på neuronens signalkapacitet för att se om de haft någon verkan på epilepsi. Äldre antiepileptiska medel har ofta mycket besvärliga biverkningar.
Vissa antiepileptiska medel, exempelvis lamotrigin och valproat, används även som humörsstabiliserande medel, vid psykiska sjukdomar såsom bipolär sjukdom och schizofreni.
Andra behandlingar mot epilepsi kan vara hjärnkirurgi eller olika typer av hjärnstimulans såsom deep brain stimulation eller transkraniell magnetstimulering. Detta är sällan förstahandsbehandling frånsett vissa medfödda tillstånd.
Vid psykogena icke-epileptiska anfall som kan vara svåra att särskilja från epileptiska anfall hjälper inte antiepileptisk behandling eftersom de underliggande faktorerna inte är neurologiska utan psykologiska. Feldiagnos eller försenad diagnos kan leda till biverkningar från höga doser av antiepileptika samtidigt som symtomen inte förbättras.

## Antiepileptika

### Barbiturater
- Fenobarbital (Fenemal, Fenobarbital)
- Tiopental (Penthotal Natrium)

### Bensodiazepiner
- Nitrazepam (Apodorm, Mogadon, Nitrazepam Recip)
- Klonazepam (Iktorivil)

### Karboxamidderivat
- Karbamazepin (Hermolepsin, Tegretol, Trimonil)
- Oxkarbazepin (Trileptal)

### Fettsyraderivat
- Valproinsyra (Absenor, Ergenyl, Orfiril)
- Vigabatrin (Sabrilex)

### Övriga
- Etosuximid (Suxinutin)
- Felbamat (Taloxa)
- Gabapentin (Gabapentin, Neurontin)
- Lamotrigin (Lamotrigin, Lamictal)
- Topiramat (Topimax)
- Zonisamid (Zonegran)
- Pregabalin (Lyrica)
- Levetiracetam (Keppra)